# In medias res
Ин медијас рес (лат. in medias res), у средину ствари, на ствар, у срж проблема или усред збивања, без заобилажења. (Хорације) Супротно аб ово (лат. ab ovo).

## Поријекло и првобитно значење изреке
Изрекао у I вијеку нове ере  римски пјесник Хорације. Односила се на наратора у Римском позоришту који је гледаоце без заобилажења — директно и одмах водио у радњу приче.Хорације је хвалио Хомера што почиње приповијест у Илијади „ин медијас рес”,  а не „аб ово” (Epistulae, II, 3).  Као позитивно критичко одређење, ин медијас рес, подразумијева почетак драмског дјела без сувишних појединости, смјеста уводи читаоца у средиште радње.

## Данашње тумачење
Данас се употребљава када се хоће рећи да се без икаквог увода иде у суштину и бит ствари.

## Изрека у српском језику
У српском језику: „У средину или средиште” и  „У срж” (проблема, предмета, ствари), без увода и заобилажења.